# Ulf (ruisseau)
L'Ulf est un ruisseau de Belgique, affluent de l'Our. Il coule dans la commune de Burg-Reuland.

## Parcours
L'Ulf prend sa source dans les bois de Lie situés au sud d'Aldingen (altitude 497 m). Ensuite, le cours d'eau coule globalement vers le sud-est puis vers l'est en passant sous Espeler et Oudler. Il arrose le village de Reuland situé en rive gauche et termine son parcours en se jetant dans l'Our sous le petit village de Weweler (altitude 350 m).